# Giro del Medio Brenta 2013
De 28e editie van de wielerwedstrijd Giro del Medio Brenta werd gehouden op 7 juli 2013. De wedstrijd maakte deel uit van de UCI Europe Tour 2013. De titelverdediger was de Italiaan Matteo Busato, Federico Rocchetti won deze editie.

## Uitslagen

### Rituitslag
| Rituitslag |                    |                             |          |
| Plaats     | Naam               | Ploeg                       | Tijd     |
| 1          | Federico Rocchetti | Utensilnord Ora24.eu        | 4u09'10" |
| 2          | Matteo Collodel    | Marchiol Emisfero Site Team | +1"      |
| 3          | Alex Turrin        | Zalf Euromobil Desiree Fior | +2"      |